# Kâğıthane

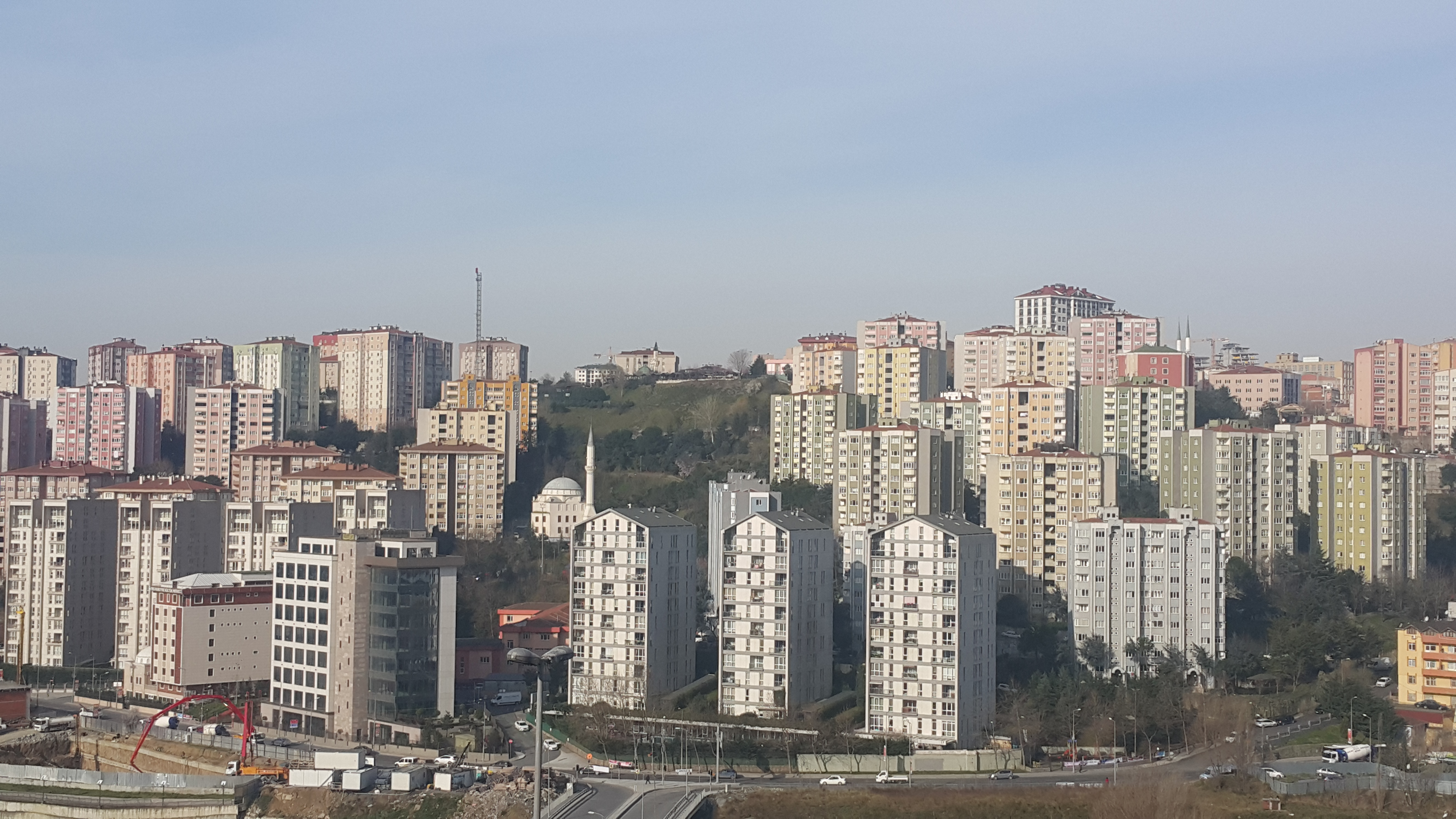
Vue du distrisct Kağıthane.

Kağıthane est l'un des 39 districts de la ville d'Istanbul, en Turquie. Le quartier est sur la rive européenne de la ville au nord de la Corne d'Or. Il est traversé par la rivière Kağıthane qui débouche au fond dans la Corne d'Or.
Il tire son nom des fabriques à papier présentes dans le quartier dont la présence est attestée au XVe siècle.